# 長島孝一
長島 孝一（ながしま こういち、1936年（昭和11年）10月31日 - 2022年（令和4年）7月24日）は、日本の建築家・都市計画家アーバンデザイナー。エーユーアール建築・都市・研究コンサルタントを主宰。
祖父は衆議院議員（立憲政友会）、弁護士、法学博士の長島鷲太郎。息子は逗子海岸映画祭やCINEMA AMIGOを主催する長島源。

## 略歴
- 1936年 東京に生まれる
- 1957年 - 1959年 ヨーロッパへ独り旅
- 1961年 早稲田大学建築学科卒
- 1961年-1963年 竹中工務店で槇文彦の下で働く
- 1964年 フルブライト給費留学生としてハーバード大学GSD大学院卒、都市設計修士
- 1964年 ヒュー・スタビンス建築事務所所員
- 1965年 アテネ居住科学研究センター研究員
- 1965年 - 1972年 槇総合計画事務所所員
- 1969年 - 1972年 シンガポール大学大学院準教授
- 1972年 - 1976年 槇総合計画事務所取締役
- 1976年から株式会社AUR建築・都市研究コンサルタントを主宰
- 1981年 - 2002年 国際建築家協会連合UIA理事、UIA ・AOF(未来の建築)作業部会長
- 2022年7月24日、膵臓がんのため死去。85歳没[3]。

## 主な受賞作品
- 石原なち子記念体育館〔新日本建築家協会第回新人賞1983年。JIA 25年賞、2010年〕
- 逗子葉山の一連の住宅（神奈川県建築コンクール1980、82年）
- 大岡川プロムナード（横浜まちなみ景観賞1986年、建設省手づくり郷土賞1987年)
- 中庭型都市集合住居提案（建設省新都市型ハウジングシステム優秀賞1986年）
- 那須友愛の森センター（SD Review賞1986年、栃木県マロニエ建築賞1989年、甍賞1991年）
- 世田谷区立特別養護老人ホーム・芦花ホーム（指名コンペ一等賞1991年、実施）
- 千里国際学園（大阪まちなみ賞、1992年）
- 聖コロンバン会本部（JIA 25年賞、2011年）

## 代表作品
- 逗子海岸の家他、逗子葉山の一連の住宅（神奈川県建築コンクール1980年，82年）
- 援助マリア会福山修道院（1986年）福山暁の星女子中学・高等学校体育館（1984年）福山暁の星学院栄養専門学校増築（1987年）
- 片瀬カトリック教会信徒会館
- 聖アンデレ教会（1983年）
- カトリック五井教会（1985年）
- 浦賀の家（1982年）
- 女子聖学院礼拝堂・講堂棟（1987年）
- 世田谷区立 船橋地区会館（1987年）
- 那須友愛の森定住センター･工芸館（SDレビュー1986、栃木県マロニエ建築賞、1989年、甍賞、1991年）
- 中庭型都市集合住居提案（建設省新都市型ハウジングシステム優秀賞、1986年）
- 世田谷区立特別養護老人ホーム・芦花ホーム（1991年）
- 千里国際学園（大阪まちなみ賞、1992年）
- 聖コロンバン会本部（日本建築家協会25年賞、2011年）
- 石原なち子記念体育館（新日本建築家協会新人賞、1983年　JIA 25年賞、2010年）
- 聖アンセルモ祈りの家（1980年）
- 谷川山荘の改修（1981年）
- 神原邸（1981年）
- 信楽の多目的ホール（1990年）
- 佐用フュージョン倶楽部・ゲートハウス（1990年）
- 世田谷区松沢出張所（1992年）
- 千里ヒルズニュータウン
- 首都高速道路狩場線南太田2丁目フレンド公園
- 大いたち橋・小いたち橋、㹨川プロムナード他いたち川の自然復元と景観デザイン－1982年からのプロジェクト－（土木学会デザイン賞2011優秀賞）
- マレーシア・ラブアン島開発計画
- 大岡川プロムナード（横浜まちなみ景観賞[4]、1986年,　建設省手づくり郷土賞[5][6]、1987年)
- オリンピック記念噴水池北緑地
- みなとみらい21新港地区緑地景観計画、赤レンガパーク基本設計（1988年）

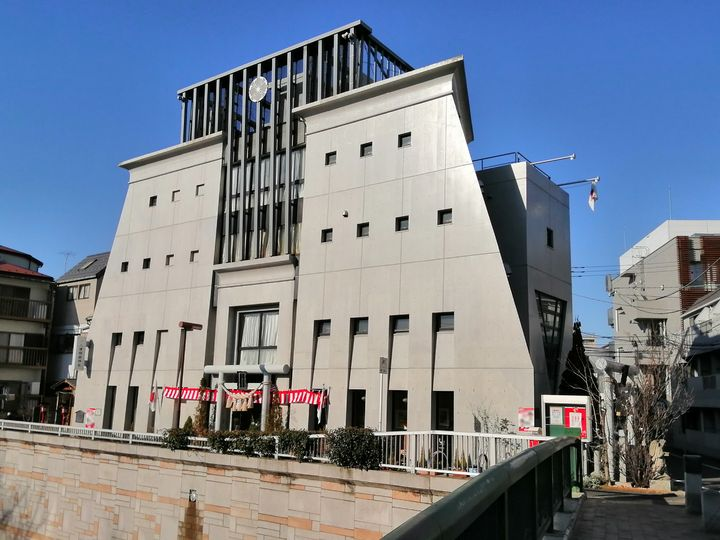
八津御嶽神社

- 八津御嶽神社（1998年）

## 職能団体
- JIA日本建築家協会名誉会員、日本建築学会評議員、日本都市計画学会評議員
- UIA国際建築家協会連合理事、UIA ・AOF(未来の建築)作業部会長
- ARCASIAアジア建築家協議会フェロー、JIA美しい建築推進特別委員会委員長

## 教職
- 早稲田大学都市・地域研究所客員教授
- シンガポール国立大学準教授
- シドニー大学客員教授
- 東京大学・東京芸術大学大学院・早稲田大学・横浜国立大学大学院非常勤講師

## 市民活動
- 逗子市まちづくり基本計画策定委員
- 逗子市まちづくり審議会委員
- NPO法人逗子文化の会副会長
- 関東登録有形文化財所有者の会副会長
- NPO法人ゼロエミッション・プラットフォーム理事長

## 著作
- 現代建築の哲学（訳書）
- エントピア（訳書）
- 古代ギリシャのサイトプラン（訳書）
- コミュニティーの理論と実践（共著）
- 教会建築ーキリスト教会・修道院・学園
- 建築設計資料36
- City in Conflict (共著)
- From D・ecocity towards Ecocity （EKISTICS誌2001）
- Glocal Approach towards Architecture of the Future（UIA document 2000）